# Astrobiologie

Nukleinsäuren sind nicht die einzigen möglichen Biomoleküle als Grundlage für lebendige Prozesse

Astrobiologie ist eine interdisziplinäre Naturwissenschaft, die sich mit dem Studium des Ursprungs, der Evolution, der Verteilung und der Zukunft des Lebens im Universum beschäftigt.
Dies beinhaltet:
- Die Suche und Erforschung extrasolarer bewohnbarer Planeten und Monde
- Die Suche nach Spuren der chemischen Evolution sowie ehemaliges oder noch immer vorhandenes außerirdisches Leben in unserem Sonnensystem (z. B. Leben auf dem Mars, Leben auf der Venus)
- Labor- und Feldstudien über den Ursprung des Lebens sowie frühe Evolution auf der Erde
- Studien über die mögliche Adaptierung von Leben an sehr unwirtlichen Orten (Extremophile) auf der Erde und im Weltall

Ziel dieser Forschungen ist es, Aussagen und Schlussfolgerungen über den Ursprung und die Evolution des Lebens auf der Erde und – parallel dazu – im Universum zu machen und herauszufinden, ob und auf welche Weise Leben außerhalb der Erde existiert oder existieren könnte.

## Geschichte
Exobiologie war in der Frühzeit der Raumfahrt der Vorgängerbegriff für Astrobiologie, bezeichnet heute aber nur noch einen Teilbereich der Astrobiologie. 1959 startete die NASA ihr erstes Exobiologie-Projekt, im Jahr darauf ein Exobiologie-Programm, bis schließlich 1996 das Astrobiologie-Programm gegründet wurde. 1998 wurde das NASA Astrobiology Institute gegründet.
Die Bezeichnung Astrobiologie wurde vermutlich erstmals in den 1930er Jahren von Ary J. Sternfeld und 1941 von L. J. Lafleur in einer wissenschaftlichen Publikation verwendet. Der Astronom Otto von Struve verwendete die Bezeichnung in den 1950er Jahren, und 1995 übernahm sie die NASA für ihr astrobiologisches Institut. Sie ist ursprünglich für den Zugang aus der Astronomie (und nicht aus der Biologie) charakteristisch. Im englischsprachigen Bereich hat sich diese Bezeichnung seither weitgehend durchgesetzt.
In den 1950er- und 1960er-Jahren zog sich die Astrobiologie heftige Kritik zu, z. B. als „Wissenschaft, die erst noch zeigen muss, dass ihr Forschungsobjekt existiert“ (George Gaylord Simpson, 1964), oder auch durch Otto von Struve, der 1955 fand, dass „die Zeit noch nicht reif“ für Astrobiologie sei.
1982 gründete die Internationale Astronomische Union (IAU) eine Forschungskommission Bio-Astronomie (Division III Commission 51 Bio-Astronomy).
In den 1950er Jahren befasste sich der Astrophysiker Gawriil Adrianowitsch Tichow (1875–1960) in der damaligen Sowjetunion mit astrobiologischen Fragen. Tichow leitete das Institut für Astrobotanik in Almaty, das bis 1960 existierte.
Als erste deutsche wissenschaftliche Fachgesellschaft wurde 2016 die Deutsche Astrobiologische Gesellschaft (DAbG) auf einem Kongress am Deutschen Zentrum für Luft- und Raumfahrt (DLR) in Berlin gegründet.